# Assunção (Arronches)
Assunção ist eine Gemeinde (Freguesia) im portugiesischen Kreis (Concelho) von Arronches. In ihr leben 1834 Einwohner (Stand 19. April 2021).
Sie ist die eigentliche Ortsgemeinde der Kreisstadt Arronches.